# 特里斯維亞特斯卡鎮

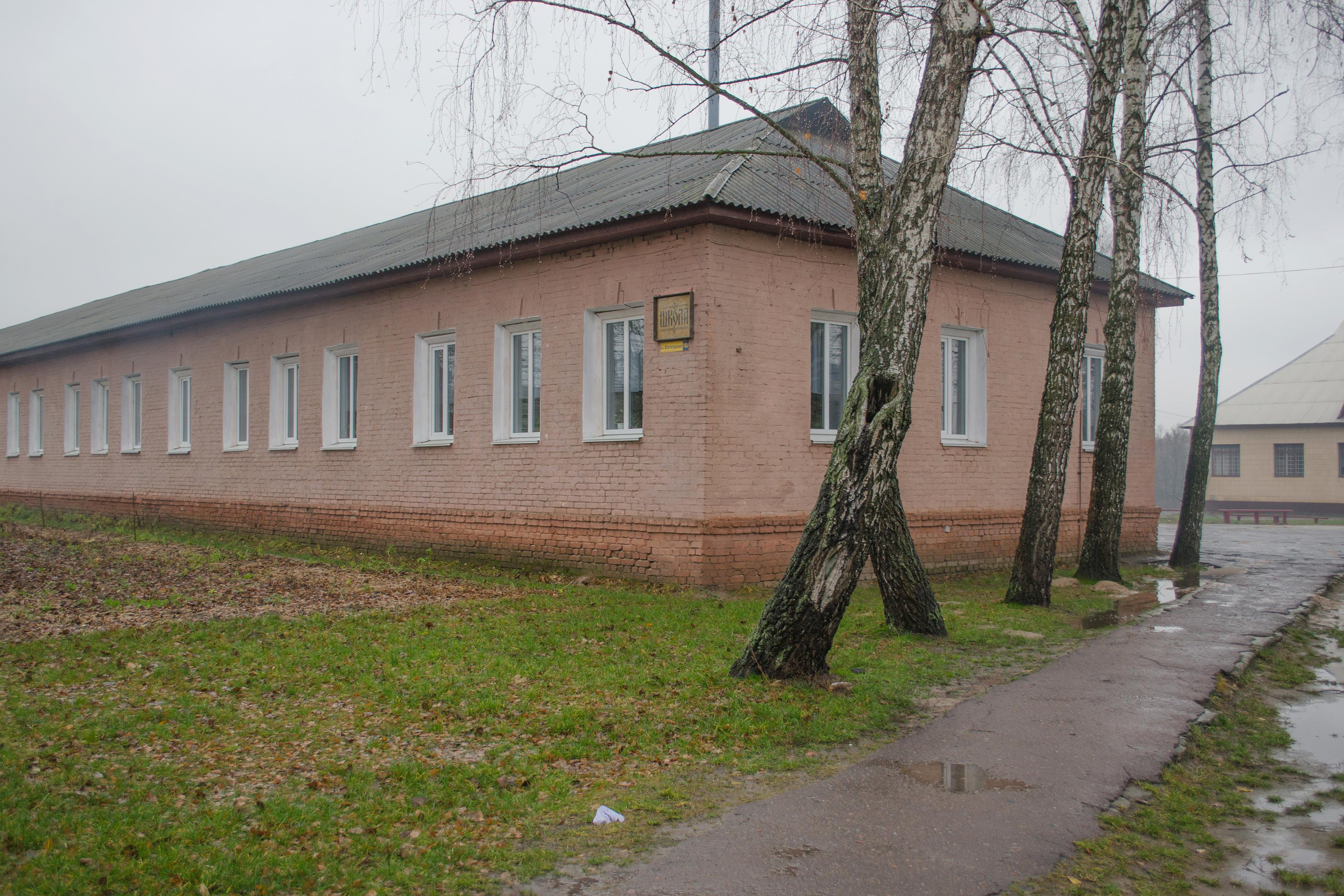

51°28′38″N 31°11′58″E / 51.47722°N 31.19944°E
特里斯維亞特斯卡镇（羅馬化：Trysviatska Sloboda）是烏克蘭北部切爾尼希夫州切爾尼希夫區基因卡市镇的村落。始建於1781年，面積1.3平方公里，海拔高度122米，人口1,100，人口密度每平方公里801.5人。